# Benno Erdmann
Benno Erdmann (Góra, 30 maggio 1851 – Berlino, 7 gennaio 1921) è stato un filosofo e psicologo tedesco.

## Biografia
Si laureò nel 1873 a Berlino con una tesi intitolata "Die Stellung des Dinges an sich in Kants Ästhetik und Analytik" (Il ruolo della cosa in sé nell'estetica e nell'analitica di Kant).
Divenne professore straordinario nell'università di Kiel nel 1878 e poi ordinario nel 1879. Successivamente si trasferì a Breslavia nel 1884, ad Halle nel 1890, a Bonn nel 1898 e a Berlino nel 1909. I suoi studi si concentrarono sulla logica e sulla psicologia.
Alcune delle sue pubblicazioni rivestono un importante ruolo nello studio della filosofia e della logica tedesca. Tra esse vi sono da citare Martin Knutzen e il suo tempo (1876), Il criticismo di Kant (1878) e Gli assiomi della geometria (1876) in cui lo studio della geometria non euclidea viene interpretato in chiave filosofica. Fu direttore delle edizioni di Kant e di Leibniz per l'Accademia di Berlino dopo la morte di Dilthey.

## Opere
- Martin Knutzen und seine Zeit. 1876
- Die Axiome der Geometrie, eine philosophische Untersuchung der Riemann-Helmholtz'schen Raumtheorie. Leipzig: Voss 1877
- Kant's Kriticismus in der ersten und in der zweiten Auflage der Kritik der reinen Vernunft. 1878
- Logik. Bd. 1. Logische Elementarlehre. Halle: Niemeyer 1892
- Abhandlungen zur Philosophie und ihrer Geschichte. 1893
- Psychologische Untersuchungen über das Lesen auf experimenteller Grundlage. 1898
- Die Psychologie des Kindes, und die Schule 1901
- Historische Untersuchungen über Kants Prolegomena. 1904
- Über Inhalt und Geltung des Kausalgesetzes 1905
- Umrisse zur Psychologie des Denkens. 1908